# Macintosh Programmer's Workshop
Macintosh Programmer's Workshop abrégé MPW est un environnement de développement de logiciel pour le Mac OS classic. Pour les développeurs Macintosh, il est l'un des premiers outil permettant de créer des applications pour Système 7, Mac OS 8 et 9. MPW est initialement vendu commercialement, avant qu'Apple ne le mette gratuitement à disposition en téléchargement. Sur Mac OS X, il est remplacé par des éléments inclus directement dans Xcode